# Wolseley 16/35
Der Wolseley 16/35 war ein Mittelklasse-Pkw, den Wolseley 1925 als Nachfolger des ersten Fourteen herausbrachte.
Wie sein Vorgänger besaß er einen Vierzylindermotor mit 2614 cm³ Hubraum und seitlich stehenden Ventilen. Er wurde auf einem Fahrgestell mit 2997 mm Radstand geliefert. Der Aufbau war 4013 mm lang und 1600 mm breit. Das Wagengewicht lag bei 1422 kg.
1927 wurde das Modell ersatzlos eingestellt und beendete die Zeit der großen, seitengesteuerten Vierzylindermotoren bei Wolseley.